# Nikolčice
Nikolčice (in tedesco Nikoltschitz) è un comune della Repubblica Ceca facente parte del distretto di Břeclav, in Moravia Meridionale.